# خدمات پلیس ایرلند شمالی
خدمات پلیس ایرلند شمالی (ایرلندی: Seirbhís Póilíneachta Thuaisceart Éireann) یا به‌اختصار «PSNI»، به نیروهای پلیسی که در ایرلند شمالی خدمت می‌کنند، گفته می‌شود.
پلیس ایرلند شمالی، مسلح است و نقش مهمی در حفظ نظم و امنیت در این کشور ایفا می‌کند. این نیروها، مورد قبول و حمایت تمامی احزاب و گروه‌های سیاسی-اجتماعی این کشور هستند، از جمله شین فین که سرانجام، حمایت خود را از آن در ژانویهٔ ۲۰۰۷ اعلام کرد.